# Перехідний дипольний момент
Перехідний дипольний момент (англ. transition dipole moment) — осцилюючий електричний чи магнітний момент, що може бути індукованим у молекулярній частинці електромагнітними хвилями. Його взаємодія з електромагнітним полем буде резонансною, якщо частота поля відповідає різниці енергій між початковим та кінцевим станом переходу ({\displaystyle \Delta E=h\nu }). Амплітуда моменту пов'язана з моментом переходу {\displaystyle M_{nm}}.
Розраховується як інтеграл від добутку хвильових функцій початкового {\displaystyle \Psi _{n}}  і кінцевого {\displaystyle \Psi _{m}}  станів спектрального переходу та відповідного оператора {\displaystyle {\hat {D}}} дипольного моменту електроманітного випромінення:
{\displaystyle M_{nm}=e\int \Psi _{n}{\hat {D}}\Psi _{m}d\tau },
де e — заряд електрона, τ — узагальнені координати.